# Jacob Schröter der Jüngere

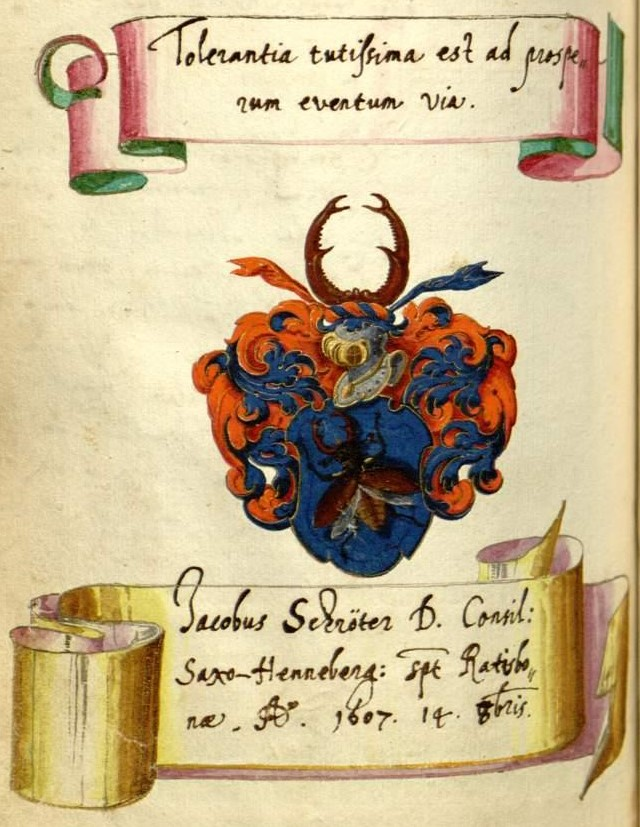
Wappen Jacobus Schröter, 1607 (Stammbuch der Familie Donauer)

Jacob Schröter der Jüngere (geb. 15. September 1570 in Weimar; gest. 11. Juni 1645 in Meiningen) war sachsen-meiningischer Kanzler und Professor für Rechtswissenschaften in Jena.
Sein Vater Jacob Schröter der Ältere (1529–1612) war 41 Jahre lang Bürgermeister in Weimar. Seine Mutter war Barbara Brück. Sein Großvater war der sächsische Kanzler Christian Brück. Er selbst war ab 1604 Rat in Meiningen. Zuvor wurde er 1599 zum Dr. jur. in Jena promoviert. Extraordinarius für Rechtswissenschaft in Jena wurde er 1601. Auch trug er den  Titel eines Geheimrates und stand im Dienste verschiedener Fürsten.